# Matt McLean
Matthew (Matt) McLean (Cleveland (Ohio), 13 mei 1988) is een Amerikaanse voormalige zwemmer. Hij vertegenwoordigde zijn vaderland op de Olympische Zomerspelen 2012 in Londen.

## Carrière
Tijdens de US Olympic trials 2012 in Omaha eindigde McLean als vijfde op de 200 meter vrije slag en kwalificeerde zich door deze prestatie voor de Olympische Zomerspelen van 2012 in Londen als lid van de estafetteploeg op de 4x200 meter vrije slag. In Londen zwom hij samen met Charles Houchin, Davis Tarwater en Conor Dwyer in de series, in de finale veroverde Dwyer samen met Ryan Lochte, Ricky Berens en Michael Phelps de gouden medaille. Voor zijn inspanningen in de series werd McLean beloond met de gouden medaille. Op de wereldkampioenschappen kortebaanzwemmen 2012 in Istanboel sleepte de Amerikaan samen met Ryan Lochte, Conor Dwyer en Michael Klueh de wereldtitel in de wacht op de 4x200 meter vrije slag.

## Internationale toernooien
| Jaar | Olympische Spelen                               | WK langebaan                                                          | WK kortebaan                            | PanPacs                                                                           | Pan-Ams       |
| ---- | ----------------------------------------------- | --------------------------------------------------------------------- | --------------------------------------- | --------------------------------------------------------------------------------- | ------------- |
| 2012 | 4x200m vrije slag · McLean zwom enkel de series |                                                                       | 4x200m vrije slag                       |                                                                                   |               |
| 2013 |                                                 | 4x200m vrije slag · McLean zwom enkel de series · 13e 400m vrije slag |                                         |                                                                                   |               |
| 2014 |                                                 |                                                                       | 14e 400m vrije slag · 4x200m vrije slag | 26e 100m vrije slag · 7e 200m vrije slag · 8e 400m vrije slag · 4x200m vrije slag |               |
| 2015 |                                                 | geen deelname                                                         |                                         |                                                                                   | geen deelname |

## Persoonlijke records
Kortebaan
| Afstand         | Tijd    | Datum            | Plaats  |
| --------------- | ------- | ---------------- | ------- |
| 200m vrije slag | 1.43,65 | 4 december 2014  | Doha    |
| 400m vrije slag | 3.40,68 | 20 december 2013 | Glasgow |

Langebaan
| Afstand         | Tijd    | Datum        | Plaats       |
| --------------- | ------- | ------------ | ------------ |
| 200m vrije slag | 1.46,78 | 27 juni 2012 | Omaha        |
| 400m vrije slag | 3.46,14 | 28 juni 2013 | Indianapolis |